# Epimyrma kraussei
Epimyrma kraussei là một loài kiến thuộc họ Formicidae. Đây là loài đặc hữu của Ý.